# Uście (województwo lubuskie)
Uście (niem. Alt/Neu Tepperbuden) – wieś w Polsce, położona w województwie lubuskim, w powiecie nowosolskim, w gminie Kolsko.

## Podział wsi
| SIMC    | Nazwa     | Rodzaj     |
| ------- | --------- | ---------- |
| 0910274 | Karszynek | przysiółek |
| 0910245 | Tatarki   | przysiółek |

## Historia
Wieś pierwotnie związana była z Wielkopolską. Ma metrykę średniowieczną i istnieje co najmniej od XIV wieku. Wymieniona po raz pierwszy w dokumencie zapisanym po łacinie z 1313 jako Usce, 1379 Husczie, 1446 Uscze, 1528 torrens Uszczie.
Miejscowość była początkowo wsią książęcą, potem szlachecką, następnie stała się własnością Opactwa Cystersów w Obrze, aby znowu wejść w posiadanie lokalnej szlachty wielkopolskiej. Odnotowana pierwszy raz w 1313 gdy Mikołaj Zbigniewic za 6 grzywien sprzedał klasztorowi cystersów w Obrze część jazu zwanego Uście na jeziorze Orchowo wraz z prawem rybołówstwa. W 1379 bracia Jan i Mikołaj dziedzice z Jaromierza dali klasztorowi w Obrze jaz Uście na jeziorze Orchowo, leżący na granicy Zjednoczonego Królestwa Polskiego i księstwa głogowskiego, wraz z 4 prętami ziemi po obu stronach tego jeziora, a zakonnicy w zamian za to mają odprawiać po dwie msze tygodniowo za ofiarodawców. Gdyby ofiarodawcy chcieli odzyskać wspomniany jaz, będą musieli płacić za to klasztorowi jedną grzywnę czynszu. W 1503 wdowa po Mikołaju Katarzyna Jaromirska została pozwana przez Jana opata z Obry o spłacenie zaległego czynszu należnego klasztorowi z Jaromierza. W procesie zeznała, że jej przodkowie, nie chcąc płacić czynszu, oddali klasztorowi jaz w swej wsi Uście.
W 1446 wieś należała do powiatu kościańskiego i parafii Kopanica. Miejscowość leżała w pasie granicznym pomiędzy Koroną Królestwa Polskiego, a księstwem głogowskim. W 1528 wieś wspomniano przy ustalaniu granic miasta Kiebłowo i wsi Jaromierz w Koronie Królestwa Polskiego z wsią Kolsko leżącą w księstwie głogowskim. Przebiegała ona wzdłuż rzeki Obrzycy poniżej młyna należącego do wsi Kolsko, która z obydwoma brzegami należała do księstwa głogowskiego. Dalej biegła brzegiem jeziora Orchowo, a następnie brzegiem Obrzycy do strugi zwanej Uście i wzdłuż tej strugi, należącej z obydwoma brzegami do wsi Jaromierz leżącej w Koronie Królestwa Polskiego, aż do kopca narożnego znajdującego się przy lesie zwanym Wielki Las.
Miejscowość w XV wieku była wsią szlachecką i była przedmiotem darowizn, zamian i sprzedaży w wyniku czego miała wielu właścicieli. W 1446 Jan, Mikołaj, Wincenty i Marcin z Jaromierza dali Wojciechowi z Jarogniewic swe wsie Jaromierz, Uście, Reklin oraz Karnę. W 1487 Jadwiga córka Andrzeja Jaromirskiego dała swemu stryjowi Mikołajowi z Jaromierza synowi Wojciecha z Jarogniewic wsie Jaromierz i Uście w powiecie kościańskim, a Mikołaj na tych dobrach zapisał swej żonie Katarzynie posag i wiano. W 1556 Piotr Jaromirski zapisał swej żonie Annie z Oszczewa posag i wiana na połowach wsi Jaromierz, Reklin, Karna i opustoszałego wówczas Uścia. W 1563 Piotr i Jan Jaromirscy dostali od swej siostry Doroty, żony Jana Osowskiego, dobra po ojcu i matce w Jaromierzu, Uściu, Karnie, Reklinie i Kosieczynie.
W latach 1975–1998 miejscowość administracyjnie należała do województwa zielonogórskiego.

## Demografia
Liczba mieszkańców miejscowości w poszczególnych latach:
| Rok  | Ilość mieszkańców |
| ---- | ----------------- |
| 1998 | 147               |
| 2002 | 142               |
| 2009 | 118               |
| 2011 | 225               |
| 2021 | 293               |